# 사드 알하르티
사드 미샬 알하르티(Saad Mish'al Al-Harthi, 1984년 2월 3일 ~ )는 사우디아라비아의 전 축구 선수로, 포지션은 스트라이커였다.
2004년부터 현재 2010년까지 사우디아라비아 대표팀에서 44경기에 출전해 9골을 기록했으며, 2006년 FIFA 월드컵, 2007년 AFC 아시안컵에 출전한 바 있다.